# Konstantin Alexejewitsch Korowin

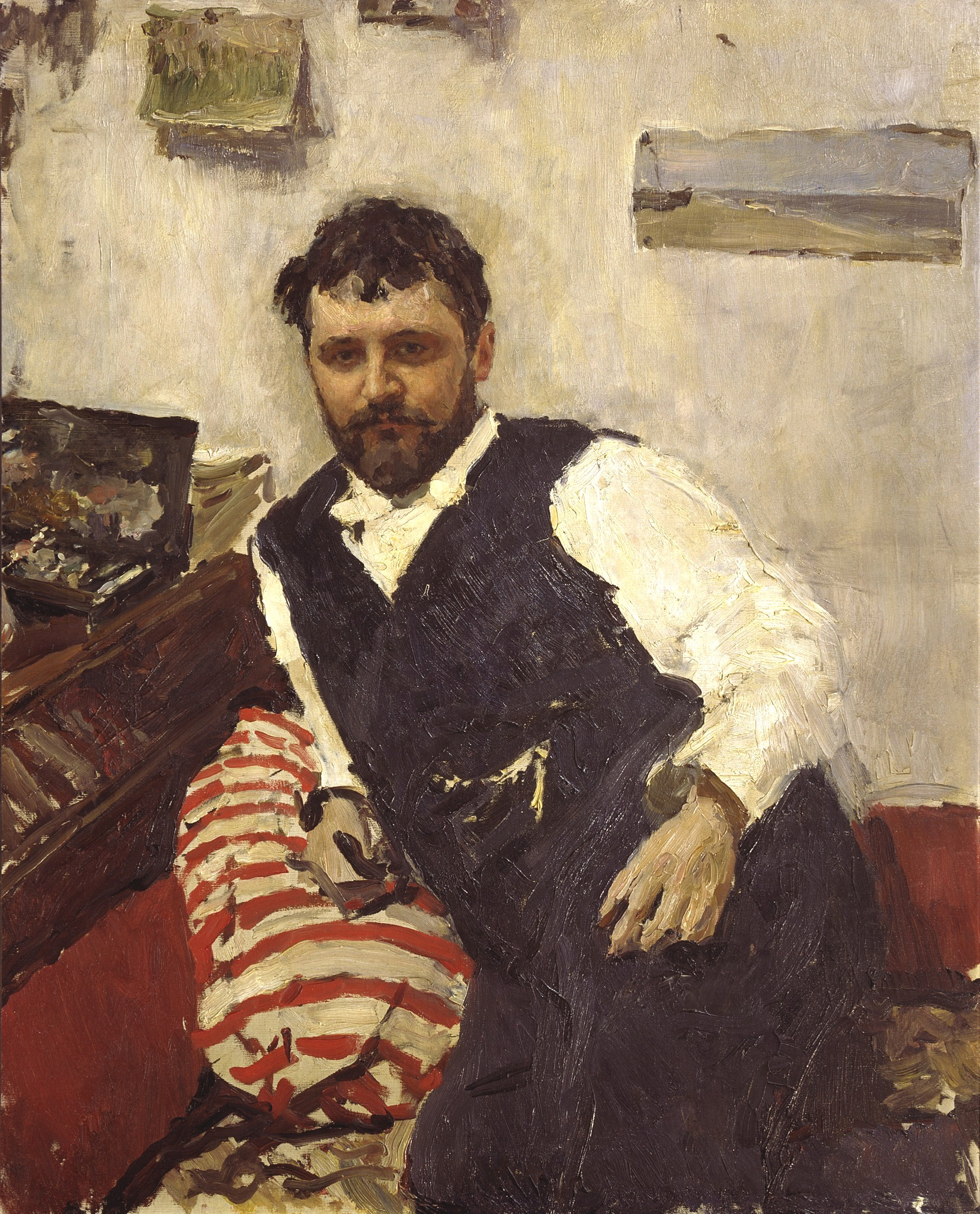
Porträt von Konstantin Korowin
Maler: Walentin Serow

Konstantin Alexejewitsch Korowin (russisch Константин Алексеевич Коровин, wiss. Transliteration Konstantin Alekseevič Korovin; * 23. Novemberjul. / 5. Dezember 1861greg. in Moskau; † 11. September 1939 in Paris) war ein russischer Maler, Bühnenbildner und Pädagoge. Sein Bruder war der Maler Sergej Alexejewitsch Korowin. Er gilt als einer der bedeutendsten Vertreter des russischen Impressionismus des ausgehenden 19. und frühen 20. Jahrhunderts. Ein Großteil seiner Werke ist im Russischen Museum in Sankt Petersburg ausgestellt.

## Leben
Er wuchs in der Familie einer alteingesessenen Moskauer Kaufmannsfamilie auf. Im Alter von 14 Jahren trat er in die Fakultät Architektur der Moskauer Hochschule für Malerei, Bildhauerei und Architektur ein. Nach zwei Jahren wechselte er in die Fakultät Malerei, hier lernte er u. a. bei Alexei Kondratjewitsch Sawrassow. Er setzte seine Ausbildung an der Petersburger Kunstakademie fort, die er jedoch nach drei Monaten wegen der herrschenden Lehrmethoden wieder verließ.
In der Zeit von 1888 bis 1894 begab sich Korowin gemeinsam mit seinem Freund und Malerkollegen Walentin Alexandrowitsch Serow auf Reisen in den Norden. In dieser Zeit und unter den Eindrücken der Reisen entstanden die Bilder Hafen in Norwegen (Гавань в Норвегии), Hammerfest. Polarlicht (Гаммерфест. Северное сияние) sowie Murmansker Küste (Мурманский берег).
In den 1890er Jahren gestaltete Korowin den Pavillon der Nördlichen Eisenbahn, der nach seinen Entwürfen in Nischni Nowgorod errichtet wurde. Um die Jahrhundertwende arbeitete er an Theatern, wo er Theaterkostüme und -dekorationen für dramatische Aufführungen, aber auch Opern und Ballette gestaltete.
Im Jahr 1897 heiratete er Anna Jakowlewna Fidler, Mitglied des Ensembles der Mamontow-Oper in Moskau und ein „freigeistiger Vogel“ („свободолюбивая пташка“), die aber wenig Verständnis für seine Arbeit aufbrachte. Kurz vor seinem Tod konstatierte Korowin: „Sie versteht mich nicht. Ich bin so einsam.“ Zusätzlich belastet wurde die Ehe dadurch, dass das erste Kind früh starb und das zweite nach einem Straßenbahnunfall dauerhaft behindert blieb.
Einen bedeutenden Platz im Schaffen Korowins nimmt Paris ein. Hier wurde er stark von den französischen Impressionisten beeinflusst.
Korowin nahm an zahlreichen Kunstausstellungen verschiedener Vereinigungen teil, beispielsweise der Peredwischniki, der Welt der Kunst und der Vereinigung russischer Künstler, ohne jemals deren Mitglied gewesen zu sein. Im Jahr 1901 übernahm er einen Lehrauftrag an der Moskauer Hochschule für Malerei, Bildhauerei und Architektur. Nach der Oktoberrevolution engagierte sich Korowin für die Erhaltung von Kunstdenkmälern, organisierte Auktionen und Ausstellungen zum Nutzen der Kunst.
1923 ging er auf Anraten von Anatoli Wassiljewitsch Lunatscharski ins Ausland und ließ sich in Frankreich nieder. Neben seiner malerischen Begabung besaß Korowin auch literarisches Talent. Im Exil begann er, Erzählungen zu schreiben.

## Werke (Auswahl)
- Nördliches Idyll (Северная идиллия)
- Lampions (Бумажные фонари)
- Pariser Café (Парижское кафе)
- Café de la Paix (Кафе де ла Пэ)
- Der Basar (Базар)
- Porträt eines Choristen
- Im Boot. Selbstbildnis und Porträt der Künstlerin M. Jakuntschikowa (1888)